# افترمث انترتینمنت
افترمث انترتینمنت (به انگلیسی: Aftermath Entertainment) یک کمپانی ضبط موسیقی آمریکایی است که با مدیریت دکتر دره با همراهی جیمی آیوین که مؤسس آن هم می باشد در ژانر هیپ هاپ فعالیت می‌کند. از اعضای حال حاضر این لیبل می‌توان به دکتر دره، امینم، کندریک لامار، اندرسون پاک و گروه تهیه کنندگی آی سی یو اشاره کرد. هنرمندانی چون اسنوپ داگ، آیس کیوب، فیفتی سنت، ایگزیبیت و باستا رایمز نیز با این لیبل همکاری میکنند. همچنین ناز (خواننده)، نیت داگ، راکیم و گیم نیز از اعضای پیشین این لیبل به‌شمار می‌آیند.